# Picornavirussen
Picornavirussen zijn een familie van RNA-virussen zonder lipide-enveloppe.
Tot de picornavirussen worden onder meer gerekend:
- Rinovirus, veroorzaker van een veelvoorkomend type verkoudheid
- Polio
- ECHO-virus
- Hepatitis A
- Coxsackievirus A en B